# 菊亭脩季

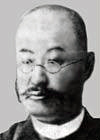
菊亭脩季

菊亭 脩季（きくてい ゆきすえ／ながすえ、安政4年5月6日〈1857年5月28日〉 - 明治38年〈1905年〉10月8日）は、日本の政治家、公家、華族。貴族院侯爵議員。立憲政友会幹事長。従一位。

## 経歴
安政4年（1857年）5月6日、関白鷹司輔熙の末子として生まれる。母は一条崇子（一条忠良の娘）。叔母（実父・輔熙の妹）の美津子が今出川実順の正室であった縁から、元治元年（1864年）、今出川家（この時菊亭に改姓）を嗣ぐ。菊亭の姓は、菊を愛し数多くの菊を栽培していたため世人に菊亭右大臣と呼ばれていたことに因む。
明治2年（1869年）2月、従四位下に進み、東上して昌平黌に学び、明治5年（1872年）、東京に出て慶應義塾に学ぶ。
明治11年（1878年）3月、開拓使御用掛に任ぜられ、札幌育種場に勤務。ついで農商務省御用掛に任ぜられ、明治17年（1884年）7月、侯爵を授けられる。
1890年（明治23年）2月、帝国議会開設に伴い貴族院侯爵議員に就任。明治35年（1902年）6月、従二位に陞る。立憲政友会幹事長に就任し、従一位。明治38年（1905年）10月8日病没。享年49。ほか、三条実美、蜂須賀茂韶らと共に華族組合農場・雨竜農場創立にも尽力。

## 札幌市菊水との関連
現在の札幌市白石区菊水に、その名が残っている。これは菊亭の「菊」という字と豊平川の水を結びつけたことが由来である。明治20年（1887年）、脩季が、札幌育種場より当時の上白石村の桑園5町歩を3年間の条件で無償貸与され、ホップ園を開いたことによる。ホップ園は明治22年（1889年）には栽培を断念している。

## 菊亭農場
北海道開拓を国の大事業とする伯父三条実美に賛同して1878年より札幌菊水元町に農場を開墾。1889年には三条らとともに雨竜原野の５万haの貸下げを受けて雨竜農場を開設したが、三条の急死で大農式農場を断念し、1893年に明治政府の華族農場政策に沿って、深川村 (北海道)に5,756haの土地払下げを願い、洪水被災地の大和十津川（奈良県）、北海道新十津川から100戸を入植させたが、脱落者が出始め、1899年に小作人に耕作地を分譲し、華族組合農場から小作制農場となった。東武 (衆議院議員)、森源三、五十嵐久助（北海道多額納税者・金融業）らは土地を譲受された小作農場主で菊亭農場の元管理人だった。

## 家族・親族
権中納言今出川実順の養嗣子。実父は関白鷹司輔熙。実家の鷹司家は、実兄の輔政が早世し、煕通が養子に迎えられて跡を継いでいた。よって、閑院宮直仁親王の第四王子で鷹司家を継承した鷹司輔平の血統は庶長兄徳大寺公純が継いだ徳大寺家と菊亭家に引き継がれることとなった。

## 系譜
東山天皇の男系六世子孫である。東山天皇の孫（閑院宮直仁親王の子）で鷹司家を継いだ鷹司輔平の男系後裔。

詳細は皇別摂家#系図も参照のこと。

## 栄典
- 1884年（明治17年）7月7日 - 侯爵[5]
- 1887年（明治20年）12月26日 - 正四位[6]
- 1902年（明治35年）6月20日 - 従二位[7]